# Edivaldo Hermoza
Edivaldo Rojas Hermoza (Cuiabá, Brazília, 1985. november 17. –) bolíviai labdarúgó, aki jelenleg a portugál Naval 1º de Maio játékosa.

## Pályafutása

### Klubcsapatban
A Clube Atlético Paranaense csapatánál kezdte pályafutását, majd játszott a Associação Ferroviária de Esportes, a Figueirense FC, a Guaratinguetá Futebol Ltda csapataiban, majd 2008 nyarán Európába igazolt a Naval 1º de Maio csapatába. 122 mérkőzésen 17 gólt szerzett a portugál csapatban.

### A válogatottban
7 alkalommal játszott a bolíviai válogatottban, a 2011-es Copa América nyitómeccsén gólt lőtt Argentínának.